# Gerrit Graham
Gerrit Graham (New York, 27 november 1949) is een Amerikaans acteur, scenarioschrijver en songwriter.

## Biografie
Graham werd geboren in New York maar groeide op in Saint Louis (Missouri), Chicago en Grosse Pointe. Hij heeft gestudeerd aan de Columbia-universiteit in New York maar is niet afgestudeerd. In de beginjaren zeventig was hij actief als songwriter voor rockmuzikanten. Hij begon met het acteren op achtjarige leeftijd in de toneelvoorstelling Winnie de Poeh in het theater.
Graham begon in 1968 met acteren voor televisie in de film Greetings. Hierna heeft hij nog meer dan 120 rollen gespeeld in films en televisieseries zoals Hi, Mom! (1970), Beware! The Blob (1972), Phantom of the Paradise (1974), Pretty baby (1978), Dallas (1988-1989), Police Academy 6 (1989), Child's Play 2 (1990), My Girl 2 (1994), Caótica Ana (2007) en Au Pair 3: Adventure in Paradise (2009). 
Graham is ook actief als scenarioschrijver. In 1985 heeft hij drie afleveringen geschreven voor de televisieserie The New Twilight Zone, in 1988 heeft hij de animatiefilm Oliver & Co. geschreven, in 1989 de animatiefilm The Little Mermaid, in 1990 de animatiefilm The Prince and the Pauper en in 1990 een aflevering van de televisieserie The Young Riders

## Filmografie

### Films
Selectie:
- 2009 Au Pair 3: Adventure in Paradise – als Rupert
- 2007 Caótica Ana – als mr. Halcón
- 1994 My Girl 2 – als dr. Sam Helburn
- 1993 This Boy's Life – als mr. Howard
- 1992 Sidekicks – als Mapes
- 1990 Child's Play 2 – als Phil Simpson
- 1989 The Little Mermaid – als stem (animatiefilm)
- 1989 Police Academy 6 – als Ace
- 1980 Home Movies – als James Byrd
- 1978 Pretty baby – als Highpockets
- 1977 Demon Seed – als Walter Gabler
- 1974 Phantom of the Paradise – als Beef
- 1972 Beware! The Blob – als Joe de man in apenpak
- 1970 Hi, Mom! – als Gerrit Wood
- 1968 Greetings – als Lloyd Clay

### Televisieseries
Uitgezonderd eenmalige gastrollen.
- 1999 – 2000 Now and Again – als Roger Bender – 22 afl.
- 1995 – 1996 Gargoyles – als Guardian – 4 afl. (animatieserie)
- 1994 – 1995 The Critic – als Franklin Sherman – 23 afl.
- 1992 Fievel's American Tails – als Cat R. Waul – 10 afl.
- 1990 – 1991 Parker Lewis Can't Lose – als dr. Norman Pankow – 6 afl.
- 1991 Stat – als dr. Gus Rivers – 2 afl.
- 1988 – 1989 Dallas – als Fred Hughes – 6 afl.
- 1986 – 1987 Sidekicks – als Phil Krawcheck – 2 afl.
- 1979 Stockard Channing in Just Friends – als Leonard Scribner – 13 afl.

- Biblioteca Nacional de España: XX1539729
- Bibliothèque nationale de France: cb14182843h (data)
- Gemeinsame Normdatei: 1160262926
- International Standard Name Identifier: 0000 0001 2140 4096
- Library of Congress Control Number: no00032454
- MusicBrainz: 50371d41-8bdf-4a58-a1bb-e262fa7a1034
- Nationale Bibliotheek van Tsjechië: xx0179055
- Nationale Bibliotheek van Israël: 987007435138805171
- Nederlandse Thesaurus van Auteursnamen: 073840645
- SNAC: w6vv4m05
- Système universitaire de documentation: 144911132
- Virtual International Authority File: 76525102
- WorldCat: E39PBJfWYpGDph3Q9bVbT7KKh3